# Sigurður Gylfi Magnússon

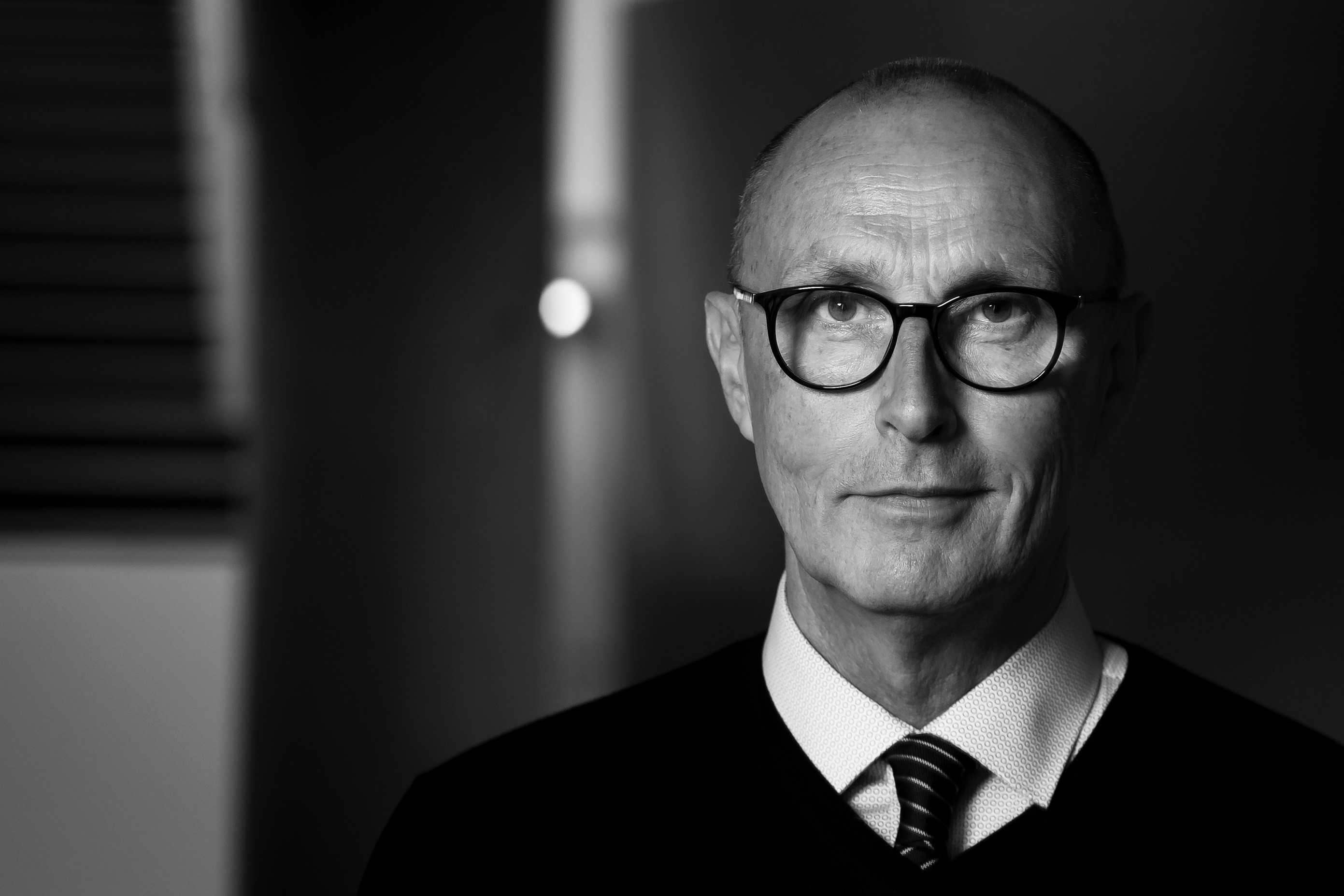
Sigurður Gylfi Magnússon (2022)

Sigurður Gylfi Magnússon (transkribiert Sigurdur Gylfi Magnusson; * 29. August 1957 in Reykjavík) ist ein isländischer Historiker mit Forschungsschwerpunkt Mikrogeschichte.

## Leben
Sigurður Gylfi Magnússon schloss im Jahr 1984 sein Studium an der Universität Island mit Schwerpunkt Geschichte und Philosophie mit einem Bachelorexamen ab. Den Master machte er drei Jahre später in Geschichte an der Carnegie Mellon University in Pittsburgh, wo er auch promovierte. In seiner Dissertation beschäftigte er sich mit der Populärkultur. Sie trägt den Titel «The Continuity of Everyday Life: Popular Culture in Iceland 1850–1940». Bis zum Sommer 1994 lehrte er an der Carnegie Mellon University und kehrte wieder nach Island zurück, als er beim «Scientific Council of Iceland» (später umbenannt in «Icelandic Research Council») ein dreijähriges Forschungsstipendium für die Fortsetzung seiner Doktorarbeit erhalten hatte. Darin beschäftigte er sich neben der isländischen Geschichte auch mit der methodischen Frage zu persönlichen Dokumenten (First-Person Sources) und deren Wert für historische Recherchen.
Im Jahr 2003 gründete er das Zentrum für mikrohistorische Forschung an der Reykjavík Academy. Zusammen mit Davið Ólafsson ist er Herausgeber der Webzeitschrift «The Journal of Microhistory». Mit Már Jónsson, Professor an der Universität Island, und Davíð Ólafsson, Wissenschaftler an der Reykjavík Academy, amtete er als Herausgeber der Buchreihe «Anthology of Icelandic Popular Culture».
Nachdem sich Sigurður Gylfi Magnússon über zehn Jahre lang überwiegend mit den Methoden der Mikrogeschichte beschäftigt hatte, führte er ab 2007 wieder vermehrt empirische Forschung mit Schwerpunkt auf materieller Kultur und Alltag durch.

## Wirken
Sigurður Gylfi Magnússon konzentriert sich auf den «gewöhnlichen Menschen» und dessen Erfahrungswelten. Dabei seien die verfügbaren Quellen oftmals unvollständig und begrenzt, was seiner Ansicht nach ein Grund sei, warum Historiker der Erforschung von Alltagsgeschichte wenig bis keine Bedeutung geschenkt hätten. Für ihn ist es allerdings unerlässlich, sich auf die Erforschung des Alltags zu fokussieren, sich auf prekäres Quellenmaterial zu stützen und deren Wert für historische Untersuchungen zu analysieren. Diese führe zu einem umfassenderen Verständnis sozialer Entwicklungen. Sigurður Gylfi widmete sich intensiv der Entwicklung einer Methodik, um Ego-Dokumente als historisches Quellenmaterial zu nutzen.
In Studien wie «Moral Models in the Nineteenth Century» oder «Popular Culture in Iceland 1850–1940» verwendete Sigurður Gylfi vor allem Autobiographien als historische Quellen. In weiteren Werken konzentrierte er sich auf unterschiedliche Arten von persönlichen Quellen wie Tagebüchern («I am 479 days younger than Nilli: Diaries and Daily Life of Halldór Jónsson from Miðdalsgröf»), persönliche Briefe («Education, Love and Grief»), amtliches Quellenmaterial wie Fragebögen der Abteilung für Völkerkunde («Modern Fairy Tales? Gender Roles in Icelandic Society») und für zeitgeschichtliche Forschung im Sinne der Oral History schließlich das Erfassen von Geschichten durch Interviews («Modes of Living in Reykjavík 1930–1940»).
In dem Werk «What is Microhistory?» wies er zusammen mit István M. Szijárto darauf hin, dass die Mikrogeschichtsschreibung zu großen Teilen auf der Anthropologie beruhe. Szijárto und Sigurður Gylfi untersuchten daher die Beziehungen zwischen Anthropologie und Mikrogeschichte. Das Buch fasst die wichtigsten Entwicklungen unterschiedlicher mikrohistorischer Strömungen zusammen. Gleichsam erörtert es Gemeinsamkeiten verschiedener Werke und Tendenzen. Dabei nehmen die beiden Autoren bewusst unterschiedliche Positionen ein. Szijárto meint, es sei ein Kernelement mikrohistorischer Forschung, dass «große historische Fragen» aufgegriffen und untersucht würden. Sigurður Gylfi bestreitet die Wichtigkeit «großer historischer Fragen» aus einer postmodernen Perspektive als Produkte von Machtdispositiven innerhalb wissenschaftlicher Diskursräume seien. Tamás Kisantal lobt die dialektische Anlage des Buchs, das die grundlegenden Unterschiede zwischen den Historikern herausstreiche – und damit unterschiedliche Positionen innerhalb der Mikrogeschichtsschreibung vor Augen führt. In seinem Review zu «What is Microhistory?», bezeichnet er das Buch als einen vielschichtigen Leitfaden für die Mikrogeschichte. Er bezeichnet das Buch als herausfordernd und provozierend. Die Leserschaft werde aufgefordert, eine eigene Meinung über das Ziel und die Charakteristiken der Mikrogeschichte zu entwickeln.
Der Historiker Harvey J. Graff analysiert Sigurður Gylfis Werk in seinem Essay «History’s war of the wor(l)ds» ausführlich. Graff erinnert dabei an die Schwierigkeiten des Historikers, europäische intellektuelle Stränge und Konzepte mit amerikanischen zu verbinden. Er deutet dabei auf viele Mängel, wie zum Beispiel in der Definition und Abgrenzung von Schlüsselkonzepten bei Sigurður Gylfi. Darum regte Graff Sigurður Gylfi an, selbstbewusster und konsequenter in der Anwendung von Theorien zu werden.
Peter N. Stearns, welcher Sigurður Gylfis Betreuer in seiner Doktorarbeit an der Carnegie Mellon University war, lehnt dessen Kombination postmoderner Positionen und mikrohistorischer Forschung ab. Er sei nicht überzeugt davon, wie Sigurður Gylfi versuche, Positionen der Linguistischen Wende mit jener der Mikrogeschichte zu verbinden. Stearns bezweifelt, dass mikrohistorische Forschung in der Lage sei, der Sozialgeschichtsschreibung zu neuen Impulsen zu verhelfen.

## Werke
- Modes of Living in Reykjavík 1930–1940. Institute of History, Reykjavík: Bókaútgáfa Menningarsjóðs 1985, ISBN 3-85791-005-4.
- Dissertation: The Continuity of Everyday Life: Popular Culture in Iceland 1850–1940. Carnegie Mellon University, USA 1993.
- Education, Love and Grief. A Micro-Historical Analyses of the 19th and the 20th Century Peasant Society in Iceland. University Press & Institute of History and the Icelandic, Reykjavík: Háskólaútgáfan 1997, ISBN 978-9979-54-194-3, S. 339.
- mit Erla Hulda Halldórsdóttir: Microhistory-Conflicting Paths. Eight Essays and One Sculpture. Icelandic University Press, Reykjavík: Háskólaútgáfan 1998, ISBN 978-9979-54-242-1.
- mit Hilma Gunnarsdóttir & Jón Þór Pétursson: The Nameless Series. From Re-evaluation to Disintegration: Two Examination Theses, One Preface, Three Interviews, Seven Articles, Five Photographs, One Postscript and Some Obituaries From the the Humanities. Center for Microhistorical Research and the Reykjavik Academy 2006, ISBN 9979-9749-0-7.
- The Future of Microhistory. Journal of Microhistory 2008, https://microhistory.org/
- mit Davíð Ólafsson: Minor Knowledge: Microhistory and the Importance of Institutional Structures. In: Quaderni Storici. 2012 (2), ISBN 978-88-15-23528-2, S. 495–524.
- The Diary of Elka. Popular culture in urban areas in 1915–1923 seen with the eyes of the working-class woman, Elka Björnsdóttir.  University of Iceland Press, Reykjavík: Háskólaútgáfan 2012, ISBN 978-9979-54-967-3.
- What is Microhistory? Theory and Practice. Routledge, London 2013, ISBN 978-0-203-50063-7.